# Spiljani
Spiljani is een dorp in Bosnië, bij het plaatsje Konjic. Het ligt bij de rivier Neretva.